# Сарытогай (Махамбетский район)
Сарытогай (каз. Сарытоғай) — село в Махамбетском районе Атырауской области Казахстана. Административный центр Сарытогайского сельского округа. Код КАТО — 235653100.
Село расположено на правом берегу реки Урал в 5 км к северу от районного центра Махамбет.

## Население
В 1999 году население села составляло 1707 человек (848 мужчин и 859 женщин). По данным переписи 2009 года, в селе проживали 1752 человека (889 мужчин и 863 женщины).

## Улицы[3]
- ул. № 1
- ул. № 2
- ул. № 4
- ул. Абай
- ул. Алтынсарин
- ул. Аубекеров
- ул. Бурабай
- ул. Дощанов
- ул. Жаскеленов
- ул. Жастар
- ул. М. Маметова
- ул. Махамбет
- ул. Тайманов
- ул. Тауке хан
- ул. Калыбеков
- ул. Кабанбай-батыр
- ул. Молдагулова